# Canoa/kayak ai Giochi della XVIII Olimpiade - K4 1000 metri maschile
La competizione del K4 1000 metri di Canoa/kayak ai Giochi della XVIII Olimpiade si è disputata nei giorni dal 20 al 22 ottobre 1964 nel bacino del  Lago Sagami a Sagamihara.

## Programma
| Data            | Round        | Nota                                            |
| --------------- | ------------ | ----------------------------------------------- |
| 20 ottobre 1964 | 2 Batterie   | I primi 3 in semifinale. I restanti ai recuperi |
| 20 ottobre 1964 | 2 Recuperi   | I primi 2 in semifinale                         |
| 21 ottobre 1964 | 3 Semifinali | I primi 3 in finale                             |
| 22 ottobre 1964 | Finale       |                                                 |

## Risultati

### Batterie
| Pos. | Nazione          | Atleti                                                                | Tempo   |
| ---- | ---------------- | --------------------------------------------------------------------- | ------- |
| 1    | Romania          | Simion Cuciuc, Atanasie Sciotnic Mihai Ţurcaş, Aurel Vernescu         | 3'15"17 |
| 2    | Unione Sovietica | Mykola Chuzhykov, Anatoly Grishin Vyacheslav Ionov, Volodymyr Morozov | 3'18"24 |
| 3    | Ungheria         | Imre Kemecsey, György Mészáros András Szente, Imre Szöllősi           | 3'18"60 |
| 4    | Paesi Bassi      | Paul Hoekstra, Theo van Halteren Guillaume Weijzen, Jan Wittenberg    | 3'21"15 |
| 5    | Polonia          | Stanisław Jankowiak, Ryszard Marchlik Rafał Piszcz, Robert Ruszkowski | 3'28"14 |
| 6    | Gran Bretagna    | Peter Lawler, Robert Lowery Glenn Palmer, Alistair Wilson             | 3'28"59 |
| 7    | Austria          | Kurt Heubusch, Kurt Lindlgruber Günther Pfaff, Ernst Severa           | 3'30"54 |
| 8    | Giappone         | Izumi Eto, Tadamasa Sato Tomio Sumimoto, Yuji Umezawa                 | 3'33"25 |

| Pos. | Nazione     | Atleti                                                                       | Tempo   |
| ---- | ----------- | ---------------------------------------------------------------------------- | ------- |
| 1    | Germania    | Günter Perleberg, Bernhard Schulze Friedhelm Wentzke, Holger Zander          | 3'17"13 |
| 2    | Svezia      | Rolf Peterson, Sven-Olov Sjödelius Gunnar Utterberg, Carl von Gerber         | 3'18"79 |
| 3    | Jugoslavia  | Dragan Desančić, Vladimir Ignjatijević Aleksandar Kerčov, Staniša Radmanović | 3'20"30 |
| 4    | Australia   | Phil Coles, Dennis Green Dennis McGuire, Barry Stuart                        | 3'21"20 |
| 5    | Italia      | Claudio Agnisetta, Cesare Beltrami Angelo Pedroni, Cesare Zilioli            | 3'25"32 |
| 6    | Stati Uniti | Bill Jewell, Tony Ralphs Rich Richards, Bill Smoke                           | 3'45"74 |
| -    | Canada      | Michael Brown, Arpad Simonyik Gabor Joo, Paul Stahl                          | NP      |

### Recuperi
| Pos. | Nazione       | Atleti                                                             | Tempo   |
| ---- | ------------- | ------------------------------------------------------------------ | ------- |
| 1    | Paesi Bassi   | Paul Hoekstra, Theo van Halteren Guillaume Weijzen, Jan Wittenberg | 3'21"04 |
| 2    | Italia        | Claudio Agnisetta, Cesare Beltrami Angelo Pedroni, Cesare Zilioli  | 3'21"36 |
| 3    | Gran Bretagna | Peter Lawler, Robert Lowery Glenn Palmer, Alistair Wilson          | 3'30"44 |
| 4    | Giappone      | Izumi Eto, Tadamasa Sato Tomio Sumimoto, Yuji Umezawa              | 3'34"68 |

| Pos. | Nazione     | Atleti                                                                | Tempo   |
| ---- | ----------- | --------------------------------------------------------------------- | ------- |
| 1    | Australia   | Phil Coles, Dennis Green Dennis McGuire, Barry Stuart                 | 3'22"75 |
| 2    | Polonia     | Stanisław Jankowiak, Ryszard Marchlik Rafał Piszcz, Robert Ruszkowski | 3'22"84 |
| 3    | Austria     | Kurt Heubusch, Kurt Lindlgruber Günther Pfaff, Ernst Severa           | 3'26"98 |
| 4    | Stati Uniti | Bill Jewell, Tony Ralphs Rich Richards, Bill Smoke                    | 3'46"48 |

### Semifinali
| Pos. | Nazione       | Atleti                                                                       | Tempo   |
| ---- | ------------- | ---------------------------------------------------------------------------- | ------- |
| 1    | Romania       | Simion Cuciuc, Atanasie Sciotnic Mihai Ţurcaş, Aurel Vernescu                | 3'24"22 |
| 2    | Jugoslavia    | Dragan Desančić, Vladimir Ignjatijević Aleksandar Kerčov, Staniša Radmanović | 3'27"84 |
| 3    | Australia     | Phil Coles, Dennis Green Dennis McGuire, Barry Stuart                        | 3'29"97 |
| 4    | Gran Bretagna | Peter Lawler, Robert Lowery Glenn Palmer, Alistair Wilson                    | 3'33"00 |

| Pos. | Nazione  | Atleti                                                                | Tempo   |
| ---- | -------- | --------------------------------------------------------------------- | ------- |
| 1    | Germania | Günter Perleberg, Bernhard Schulze Friedhelm Wentzke, Holger Zander   | 3'21"01 |
| 2    | Ungheria | Imre Kemecsey, György Mészáros András Szente, Imre Szöllősi           | 3'24"05 |
| 3    | Italia   | Claudio Agnisetta, Cesare Beltrami Angelo Pedroni, Cesare Zilioli     | 3'24"84 |
| 4    | Polonia  | Stanisław Jankowiak, Ryszard Marchlik Rafał Piszcz, Robert Ruszkowski | 3'25"43 |

| Pos. | Nazione          | Atleti                                                                | Tempo   |
| ---- | ---------------- | --------------------------------------------------------------------- | ------- |
| 1    | Unione Sovietica | Mykola Chuzhykov, Anatoly Grishin Vyacheslav Ionov, Volodymyr Morozov | 3'24"26 |
| 2    | Svezia           | Rolf Peterson, Sven-Olov Sjödelius Gunnar Utterberg, Carl von Gerber  | 3'25"23 |
| 3    | Paesi Bassi      | Paul Hoekstra, Theo van Halteren Guillaume Weijzen, Jan Wittenberg    | 3'25"53 |
| 4    | Austria          | Kurt Heubusch, Kurt Lindlgruber Günther Pfaff, Ernst Severa           | 3'26"05 |

### Finale
| Pos.    | Nazione          | Atleti                                                                       | Tempo   |
| ------- | ---------------- | ---------------------------------------------------------------------------- | ------- |
| Oro     | Unione Sovietica | Mykola Chuzhykov, Anatoly Grishin Vyacheslav Ionov, Volodymyr Morozov        | 3'14"67 |
| Argento | Germania         | Günter Perleberg, Bernhard Schulze Friedhelm Wentzke, Holger Zander          | 3'15"39 |
| Bronzo  | Romania          | Simion Cuciuc, Atanasie Sciotnic Mihai Ţurcaş, Aurel Vernescu                | 3'15"51 |
| 4       | Ungheria         | Imre Kemecsey, György Mészáros András Szente, Imre Szöllősi                  | 3'16"24 |
| 5       | Svezia           | Rolf Peterson, Sven-Olov Sjödelius Gunnar Utterberg, Carl von Gerber         | 3'17"47 |
| 6       | Italia           | Claudio Agnisetta, Cesare Beltrami Angelo Pedroni, Cesare Zilioli            | 3'19"32 |
| 7       | Paesi Bassi      | Paul Hoekstra, Theo van Halteren Guillaume Weijzen, Jan Wittenberg           | 3'19"36 |
| 8       | Jugoslavia       | Dragan Desančić, Vladimir Ignjatijević Aleksandar Kerčov, Staniša Radmanović | 3'19"79 |
| 9       | Australia        | Phil Coles, Dennis Green Dennis McGuire, Barry Stuart                        | 3'21"69 |